# Duranta dombeyana x triacantha
Duranta dombeyana x triacantha là một loài thực vật có hoa trong họ Cỏ roi ngựa. Loài này được mô tả khoa học đầu tiên.